# Martine Prenen
Martine Prenen (Wilrijk, 25 februari 1964) is een Vlaamse omroepster en presentatrice, die later journaliste en gezondheidsbegeleider werd en daar boeken over schrijft.
Martine Prenen studeerde talen en geschiedenis en koos daarna voor kunst in het Sint-Lucasinstituut.
In de abdij van Tongerlo, bij de Levensschool, volgde ze een 5-jarige opleiding tot voedingsexperte en vervolgens gezondheidsbegeleider, waar ze in 2010 met onderscheiding afstudeerde. In 2021 volgde ze een extra jaar opleiding tot ortomoleculaire voeding aan De levensschool. 
Prenen werkte onder andere voor VTM, NCRV en Veronica (media). Haar grote doorbraak kwam er bij het toenmalige TV1, waar ze als omroepster aan de slag ging. Ze was te zien in programma's zoals Koppensnellers, Reyersdijk, Vlaamse Gaaien, Pas geverfd, Vakantiejob, Abracadabra, Body & soulmates en werkte als reporter voor Vlaanderen Vakantieland .
Ze presenteerde jarenlang het showbizzprogramma De Rode Loper op Eén en heeft een tijdlang een eigen praatprogramma gepresenteerd op de Nederlandse commerciële televisie. Eind december 2006 liep haar contract bij VRT af.
Na haar vertrek bij Eén was Prenen in diverse programma's te zien, zoals als jurylid van Supertalent In Vlaanderen op VT4. Ze ging vervolgens aan de slag bij EXQI, waar ze eerst het cultuurmagazine De verbeelding en vervolgens het vernieuwende ecologische magazine Cottage presenteerde. De zender ging datzelfde jaar ter ziele. In 2010 was ze even terug te zien op de VRT als teamkapitein voor De generatieshow op Eén. Ze ging tot op het bot in Maleisië als kandidate van Expeditie Robinson, waar ze uiteindelijk met een blessure als zevende naar huis vertrok.
In 2012 presenteerde Prenen het programma Leven in de Brouwerij en Horen, zien en zwijgen op de digitale televisiezenders Life!tv en MENT TV. Dat kreeg een vervolg in 2013 voor Story tv. In 2019 begon ze bij TV Plus. De coronacrisis zorgde voor uitstel tot voorjaar 2021. Sinds begin juni presenteert ze Bodytalk, een gezondheidsmagazine en visueel radioprogramma op de nationale zender TV Plus. Voor TV Plus maakt ze sinds het najaar van 2021 het gezondheidsprogramma Mar10's.
Ondertussen is Martine de auteur van acht boeken vanuit haar studies als gezondheidsbegeleider en voedingsconsulente.
Haar eerste boek, Live, Love & laugh, is een longseller. Daarop volgde het kookboek Easy, healthy, fast en vervolgens de survivalgids voor drukbezette vrouwen Me-time. In maart 2015 verscheen haar 4de boek over ecologisch en budgetvriendelijk leven Be-time en lanceerde ze een online platform. In 2017 verscheen haar boek Menopower. Energiek en vol kracht door de menopauze. In 2018 bracht ze de gezondheidsgids Forever Young uit. In 2019 volgde het boek 't Zijn de hormonen, een gids over hormonen in balans houden in samenwerking met ortomoleculair arts dokter Rudy Proesmans. In mei 2022 verscheen Restart, een gids om energiek en veerkrachtig (door) te starten of je leven weer op (andere) rails te zetten. 
Naast boeken schreef ze als journalist, gezondheidsconsulente en columniste voor het maandblad Goed Gevoel & Puur. Ze was van 2019 tot en met 2021 columniste voor het Nederlands-Vlaams blad Healthy en toert  langsheen culturele centra, bedrijven en scholen met workshops en interactieve lezingen.
In oktober 2019 ging haar theatershow De gezonde vrouw?... in première. Daarmee toerde ze tot de lente van 2022 langsheen culturele centra
Op YouTube heeft ze de vlog Mar10minuutjes over gezond en ecologische leven. Er is ook de Mar10's podcast met gesprekken en verhalen rond gezondheid. 